# Miau (novela)

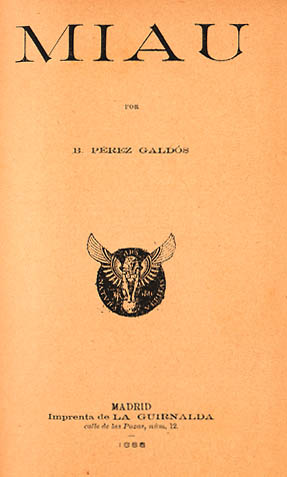
Portada de la primera edición de Miau.

Miau es una novela del escritor español Benito Pérez Galdós publicada en 1888, dentro del ciclo de las "Novelas españolas contemporáneas". Enmarcada en el género realista, satiriza el Madrid burocrático de finales del siglo XIX a partir de las vicisitudes vitales de su protagonista, Ramón Villaamil, un competente exempleado del Ministerio de Hacienda, al que una serie de intrigas han dejado cesante.

## Elaboración
Novela breve, escrita en cinco semanas, iniciada en diciembre de 1887 y concluida el 4 de febrero de 1888. En ese plazo, Galdós redactó dos versiones y aún realizaría abundantes cambios ante las galeradas de las pruebas de imprenta. Su primera edición se publicó en abril de 1888.
En una carta del autor a Narcís Oller, Galdós escribe que Miau es una "obra ligera y de poca piedra". Sin embargo, tanto José María Pereda como Leopoldo Alas, "Clarín", la valoraron y reconocieron. Así lo cuenta este último en una carta del 13 de julio de 1888, en la que contradice a Galdós con estas palabras: "He leído hace varias semanas Miau y me ha gustado mucho en general y mucho más en particular. No opino como usted que no sea más que las sobras de otra cosa".

## Argumento, escenario y personajes
En el escenario del Madrid galdosiano de la segunda mitad del siglo XIX, ya restaurada la monarquía borbónica, dos familias del entorno de la Administración del Estado comparten éxitos y fracasos. "Madrid es el mundo, y el empleado, el hombre. Morir es quedar cesante". El pulso narrativo, el mismo que en la historia de la literatura europea se hará angustioso con Dostoievski y alucinante con Kafka, palpita en Miau siguiendo el péndulo vital de un reloj anclado en un piso madrileño de la baja burguesía "con sus olores, sus ruidos —la sartén, la escoba, el canto de las mujeres—, sus ventanas y balcones por donde entra la luz de Madrid, que eleva todo a rango de arte". En ese escenario doméstico entran y salen, además de Villaamil: Doña Pura, la mujer del cesante, que despilfarra el menguante presupuesto forma coro de inútiles con Milagros, hermana de Doña Pura, y Abelarda, la apocada e inestable hija del protagonista. El contrapunto lo ponen dos varones antitéticos: Víctor Cadalso —el malo de esta tragicomedia—, viudo, funcionario en ascenso gracias a sus vicios personales, y su hijo, nieto de Villaamil, Luisito.

### Luisito Cadalso
La mayoría de los críticos y analistas de la novela coinciden en resaltar como elemento mágico la figura infantil de Luisito Cadalso, nieto del protagonista (e hijo de su mayor enemigo, su yerno, Víctor Cadalso). Luisito, infantil asceta que sueña y habla con Dios, desde su debilidad física compensada con su fabulosa imaginación que recupera la ingenuidad de un Juan de Yepes.
Luisito, propenso a ataques de naturaleza psíquica hereditaria y cuya madre murió loca, será el comodín mágico de Galdós. En cuanto le da el ataque se le aparece Dios, "un dios naturalista que habla vulgar y llanamente". Un dios que todo lo sabe y todo lo puede, al que Luisito le pide que vuelvan a darle el puesto a su abuelo. El Creador le aconseja al niño paciencia; después le promete al niño que recomendará a su abuelo; pero al final le confiesa que el abuelo ya no volverá a conseguir el puesto y que lo mejor que puede hacer es morirse. Un dios galdosiano.

## Razones del título
Galdós dejó una doble explicación para el curioso título de esta novela, onomatopeya del maullido de los gatos. Por una parte lo asociaba el escritor al mote de las mujeres que envuelven el relato, llamadas las "Miau" por su rostro felino o gatuno. M.I.A.U. son también las siglas del utópico proyecto profesional del cesante Villaamil: "Moralidad, Income-tax, Aduanas, Unificación de la deuda".
En el capítulo XXXVII Villaamil sugiere los significados "Mis Ideas Abarcan Universo" y "Ministro I Administrador Universal".
También sugirió el autor, cuya habilidad y pericia para nombrar a sus personajes ha sido sobradamente estudiada y ponderada, la esencia del protagonista al apellidarle Villaamil, pues como él hay "mil en la Villa" de Madrid.  

## Versiones
En Madrid, el 25 de diciembre de 1986, se estrenó una versión teatral realizada por Alfredo Mañas, con dirección de Manuel Canseco.